# Zentralinstitut Islam-Archiv-Deutschland
Le Zentralinstitut Islam-Archiv-Deutschland Stiftung (l'Institut central d'archivage de l'islam en Allemagne) est un centre d'archivage sur les communautés musulmanes fondé en 1927 à Berlin. Il s'agit de la plus anciennes institution islamique dans les pays de langue allemande. Depuis 1981, il est basé à Soest.
Son directeur était Muhammad Salim Abdullah (de). Il a été représentant au Congrès islamique mondial qui a ouvert le Conseil islamique de la République fédérale d'Allemagne (de) dans lequel la communauté islamique du Millî Görüş est majoritaire.